# Linia kolejowa Mga – Stiekolnyj
Linia kolejowa Mga – Stiekolnyj – linia kolejowa w Rosji łącząca stację Mga ze stacją Stiekolnyj. Część kolejowej obwodnicy Petersburga. Zarządzana jest przez region petersburski Kolei Październikowej (część Kolei Rosyjskich). 
Linia położona jest w obwodzie leningradzkim. Na całej długości jest zelektryfikowana i dwutorowa.

## Historia
Linia powstała w latach 10. XX w.. Początkowo leżała w Imperium Rosyjskim, następnie w Związku Sowieckim. Od 1991 znajduje się w granicach Rosji.